# Bölts AG

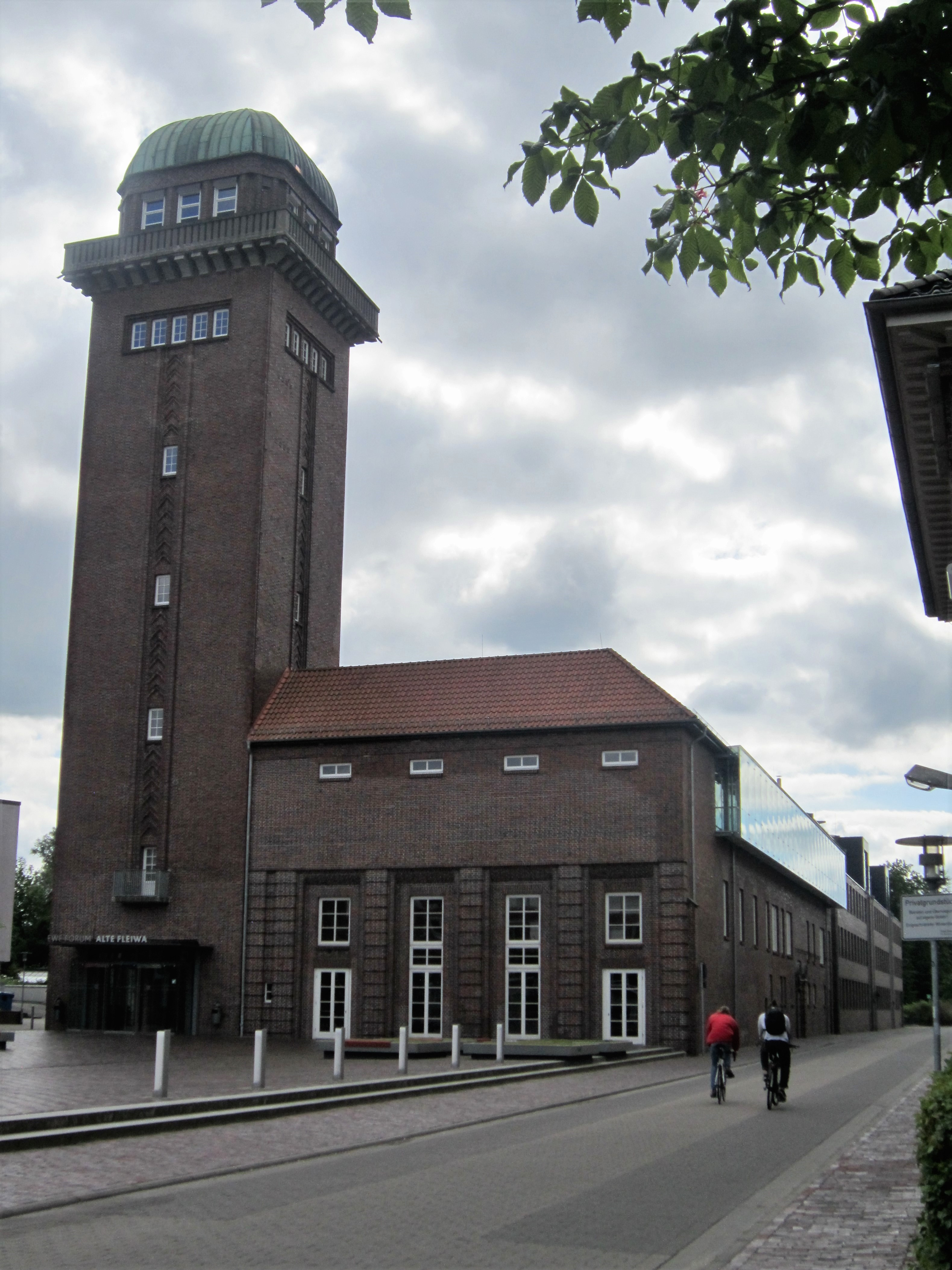
Wasserturm und Kühlhaus der „Alten Fleiwa“ in Oldenburg, heute als EWE-Forum genutzt

Die Bölts AG war ein deutsches Unternehmen der Lebensmittelindustrie mit Sitz in der Stadt Oldenburg. Es wurde am 10. April 1923 in der Rechtsform einer Aktiengesellschaft gegründet und bestand anscheinend nur etwa vier Jahre.

## Geschichte

### 1923 – 1927
Als Gründer der Gesellschaft wurden genannt: der Rentier Bruno Bölts in Westerscheps, der Fabrikant Carl Bölts in Edewecht, der Landwirt Gustav Bölts in Westerscheps, der Rechnungsdirektor Heinrich Paradies und der Bauunternehmer Carl Husmann in Oldenburg. Rechnungsdirektor Paradies war dabei möglicherweise stellvertretend für den abgedankten Oldenburgischen Großherzog Friedrich August, der in jüngeren Quellen als Mitbegründer genannt wird und damals offiziell als Vorsitzender des Aufsichtsrats fungierte. Indirekt geht das neu gegründete Unternehmen auf die von der Familie Bölts bereits 1886 in Betrieb genommene Ammerländische Fleischwarenfabrik B. Bölts in Westerscheps bzw. Edewecht zurück.
Das Aktienkapital betrug bei Gründung, also in der Phase der Hochinflation, 300 Millionen Mark und wurde nach der Währungsstabilisierung auf 1,5 Millionen Reichsmark umgestellt.
Unmittelbar nach ihrer Gründung erwarb die Bölts AG ein großes Grundstück an der Bahnstrecke Oldenburg–Leer in Oldenburg und baute dort eine umfangreiche Fabrikanlage mit eigenem Wasserturm nach Entwurf des in Berlin ansässigen Architekten Walter Frese, der ein erfahrener Spezialist für den Bau von Vieh- und Schlachthöfen war. Die Architektur der in Ziegelsichtmauerwerk errichteten Fabrikanlage zeigt zeittypisch neoklassizistische und expressionistische Tendenzen.
Die tägliche Schlachtkapazität der Bölts Fleischwarenfabrik betrug etwa 1000 Schweine- und 200 Rinderschlachtungen. Die Erzeugnisse, vor allem Räucher- und Dosenwaren, wurden überwiegend in die Industriezentren an Rhein und Ruhr geliefert. Die heimischen Landwirte konnten nur 20 % der benötigten Schlachttiere liefern. Der Energiebedarf des Unternehmens war enorm. Deshalb wurden eine eigene Halle für die Dampf- und Kühlmaschinen sowie ein eigener Wasserturm errichtet, der das benötigte Wasser zur Verfügung stellte. Mit riesigen Dynamos wurde die benötigte Elektrizität erzeugt. Das Unternehmen war somit völlig unabhängig von externen Energieerzeugern und Wasserlieferanten.

### 1927 – 2004
Wegen der in Relation zum regionalen Angebot an Schlachtvieh und zum möglichen Absatz ihrer Erzeugnisse überdimensionierten Produktionskapazität geriet die Bölts AG bald in Schwierigkeiten, die im Herbst 1924 in Betrieb genommene Fleischwarenfabrik wurde deshalb bereits 1927 von der Großeinkaufs-Gesellschaft Deutscher Consumvereine (GEG) übernommen. Unter der Leitung dieser deutschlandweit aktiven Gesellschaft konnte sich die Oldenburger Fabrik zum größten fleischverarbeitenden Betrieb Deutschlands entwickeln. Nach der Machtübernahme durch die Nationalsozialisten wurde die GEG als Reichsbund der deutschen Verbrauchergenossenschaften GmbH gleichgeschaltet.
1988 wurde die Produktion der Fleischwarenfabrik von dem innenstadtnahen Gelände an der Industriestraße in Neubauten im Gewerbegebiet Tweelbäke verlegt.

### Seit 2004
Zum 1. März 2004 wurde die an ihrem neuen Standort noch immer produzierende Oldenburger Fleischwarenfabrik von der dänischen Tulip Food Company übernommen, einer Tochter von Danish Crown.

## Aktuelle Nutzung des Standorts „Alte Fleiwa“

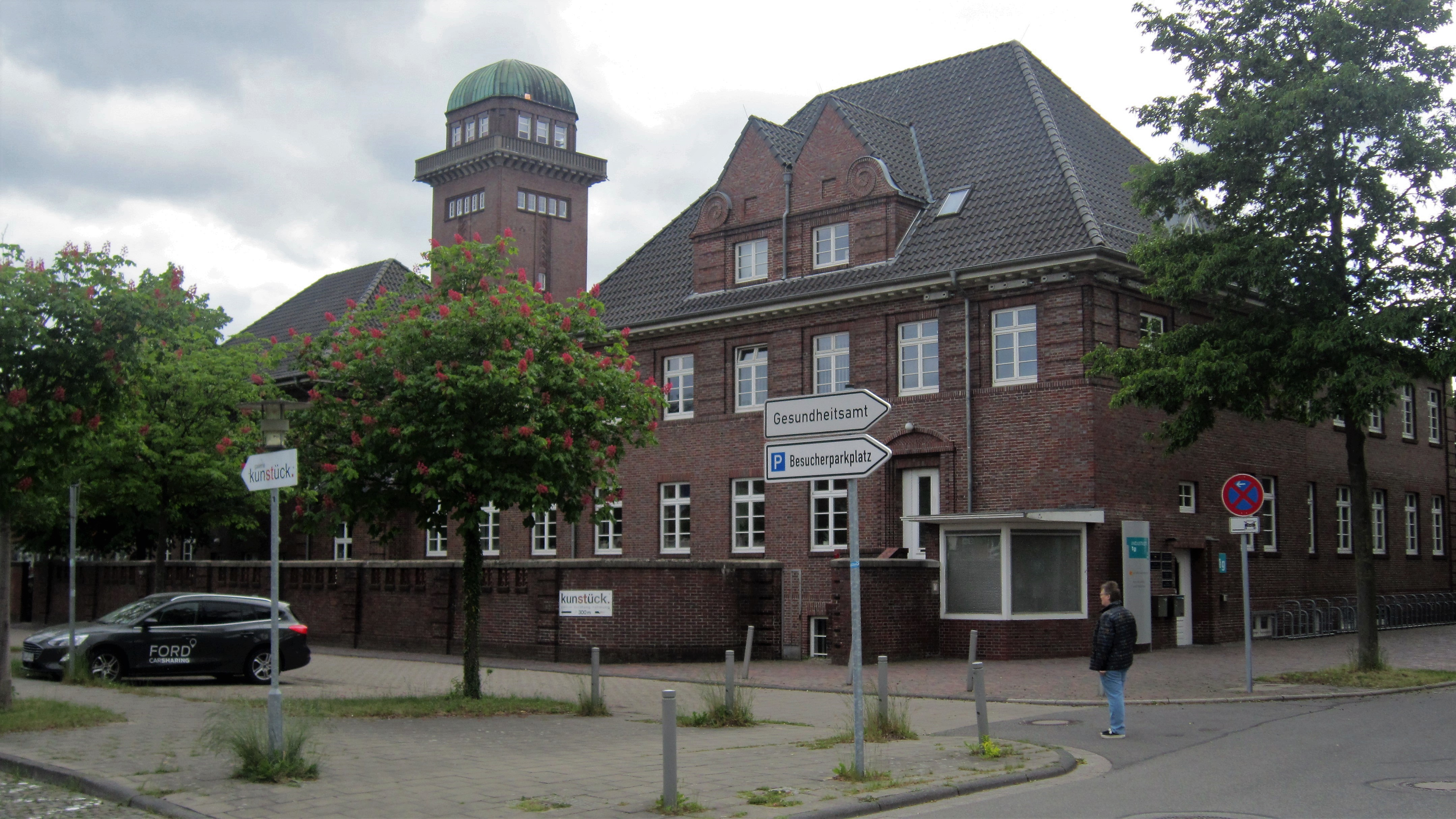
Vorne rechts das Technische Rathaus; links im Hintergrund der Wasserturm der Alten Fleiwa

Der alte Standort, das sogenannte Quartier Alte Fleiwa, stand von 1988 bis 2007 leer. Zum „Quartier Alte Fleiwa“ gehört das gesamte Fabrikareal rund um die Industriestraße, Jägerstraße, Familie-Mechau-Straße, Fritz-Bock-Straße, den Escherweg, die Straße Am Schützenplatz und die Straße Alte Fleiwa. Zwischen 2007 und 2010 wurden die Immobilien zum Mittelpunkt eines Dienstleistungs- und Innovationszentrums. Mehr als 40 Unternehmen und Institutionen haben sich mittlerweile im Quartier Alte Fleiwa angesiedelt. Rund 1800 Arbeitsplätze sind in den Branchen Informationstechnologie, Energie und Verwaltung entstanden. Auch die Stadtverwaltung ist mit dem Technischen Rathaus, dem Gesundheitsamt, der Wirtschaftsförderung und weiteren städtischen Einheiten präsent.
Teile der Anlage werden als Veranstaltungszentrum genutzt.